# Фоделе
Фо́деле (греч. Φόδελε) — деревня в Греции на севере Крита. Расположена в 3 километрах от Паралия-Фоделе и побережья Критского моря, в 18 километрах к северо-западу от Ираклиона, в 87 километрах к юго-востоку от Ханьи. Входит в общину (дим) Малевизи в периферийной единице Ираклион в периферии Крит. Население 457 жителей согласно переписи 2011 года.
Севернее Фоделе проходит национальная дорога EO90, часть европейского маршрута E75.

## География
Климат в Фоделе средиземноморский.
В Фоделе протекает горная река Пандомантрис (Παντομαντρης) или Фодилианос (Φοδελιανός), которая полностью обеспечивает потребности села в воде. В 7 километрах к юго-востоку от деревни находится гора Струмбулас (Στρούμπουλας) высотой 798 метров, в 3 километрах к востоку гора Василико (Βασιλικό) высотой 728 метров.
В горных экосистемах доминирует маквис.

## История
В этом месте был древний город Пантоматрий (греч. Παντομάτριον, лат. Pantomatrium), упоминаемый Плинием Старшим, служивший гаванью для Элефтерны.

## Достопримечательности
Деревня считалась местом рождения знаменитого художника Эль Греко (1541—1614), родившегося в Кандии.
В трех километрах к югу находится монастырь Святого Пантелеимона, в одном километре к северо-западу — византийская церковь Введения во храм Пресвятой Богородицы. Напротив церкви расположен дом-музей Эль Греко, на площади деревни установлен бюст Эль Греко.
В Паралия-Фоделе находится пляж.

## Сообщество Фоделе
В местное сообщество Фоделе входят два населённых пункта и монастырь Святого Пантелеимона. Население 526 жителей по переписи 2011 года. Площадь 24,388 квадратных километров.
| Населённый пункт               | Население (2011), человек |
| ------------------------------ | ------------------------- |
| Монастырь Святого Пантелеимона | 3                         |
| Паралия-Фоделе                 | 66                        |
| Фоделе                         | 457                       |

## Население
| Год  | Население, человек |
| ---- | ------------------ |
| 1991 | 447                |
| 2001 | 521                |
| 2011 | ↘ 457              |